# Dead Can Dance
Dead Can Dance (произносится: Дэд кэн дэнс) — австралийский музыкальный коллектив, состоящий из Брендана Перри (англ. Brendan Perry) и Лизы Джеррард (англ. Lisa Gerrard). Группа основана в Мельбурне в 1981 году, распалась в 1998 году в результате творческого конфликта и временно воссоединилась для проведения мирового турне в 2005 году.
В 2011 году в официальном блоге объявлено о воссоединении, выпуске нового альбома и мировом турне, которые состоялись в 2012 году.

## Название
Название «Dead Can Dance» (дословный перевод с английского: Мёртвые могут танцевать) означает возвращение к жизни чего-то, бывшего мёртвым или неиспользованным: музыкальные инструменты, используемые группой, являются или древними, или забытыми, или непривлекательными для большинства музыкантов. Другое значение названия — вдыхание жизни во что-то неодушевлённое. Также обыгрывается созвучие со словом «декаданс».

## История
Группу основал в 1981 году в Мельбурне Брендан Перри (англ. Brendan Perry) вместе с Саймоном Монро (Simon Monroe) и Полом Эриксоном (Paul Erikson), через некоторое время к ним присоединилась Лиза Джеррард (Lisa Gerrard). В Австралии группа не имела большого успеха, и перебралась в 1982 году в Лондон, её участники поселились вместе в районе Ист-Энд. Монро остался в Австралии, на ударных его заменил Питер Ульрих (Peter Ulrich). В 1983 году группу покидает басист Эриксон, его на время заменяет Скотт Роджер (Scott Rodger).

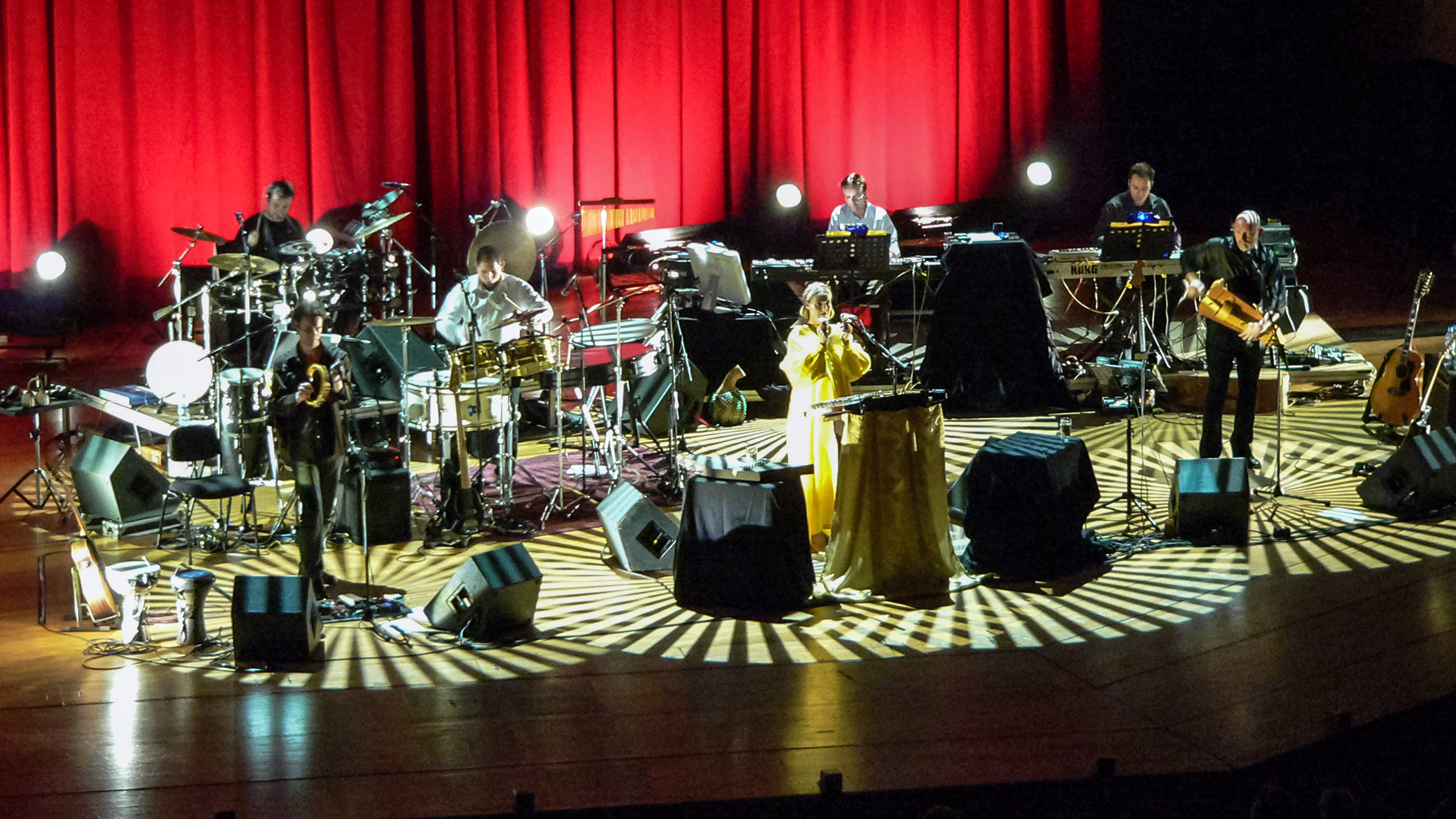
Концерт «Dead Can Dance» в Мюнхене 27 марта 2005

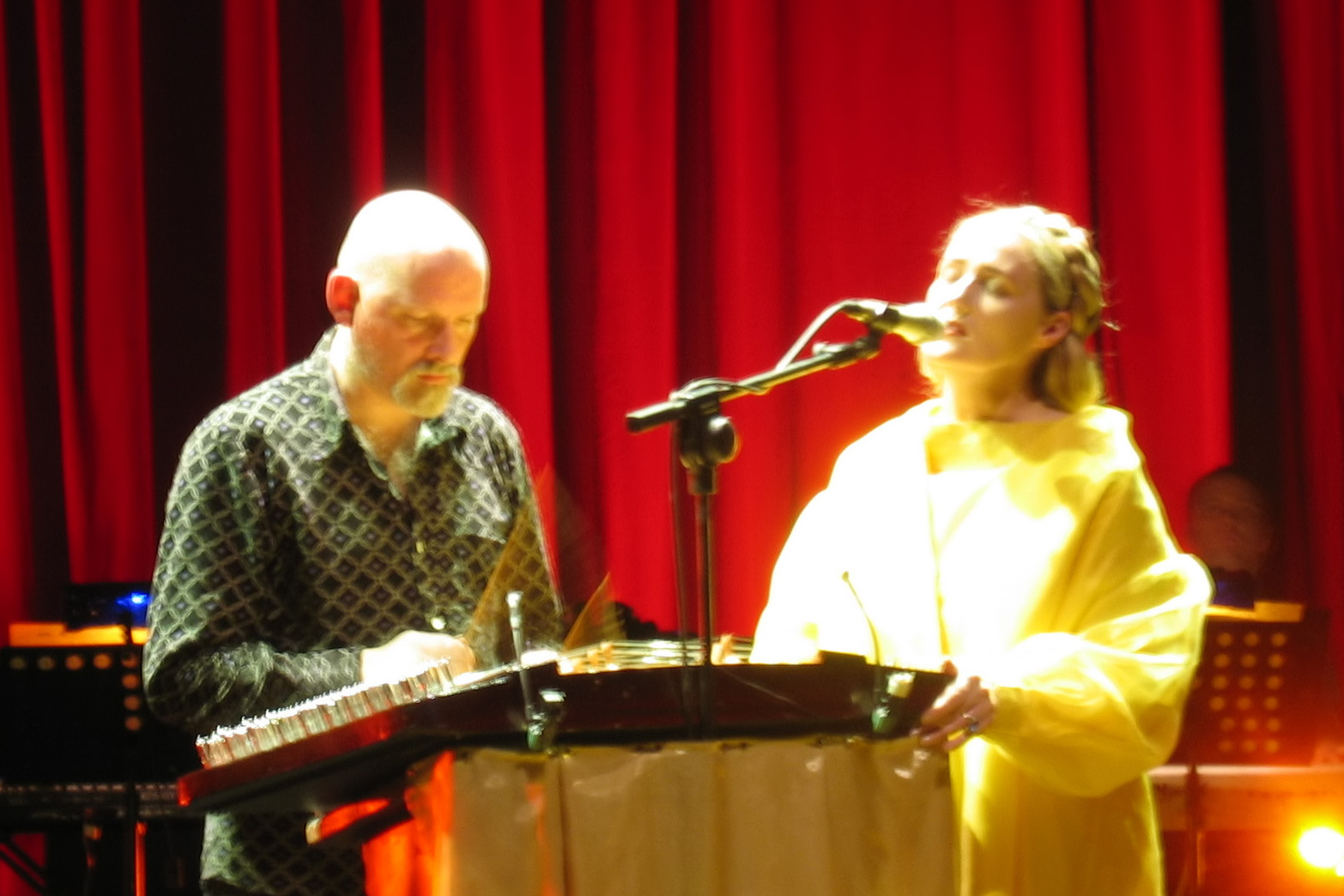
Концерт «Dead Can Dance» в Мюнхене 27 марта 2005

Демозаписи группы заинтересовали основателя инди-лейбла 4AD Иво Уотс-Рассела (англ. Ivo Watts-Russell), который пригласил их выступить вживую в июне-июле 1983 года. После этого группа подписала контракт с 4AD. Вскоре после этого Dead Can Dance отправились в турне с Cocteau Twins.
В 1984 году группа выпускает свой дебютный альбом, который представлял собой своеобразный сборник композиций, записанных с 1981 года.
В 1989 году Dead Can Dance участвуют в записи музыки к документальной ленте о проблемах индейских резерваций в США, а также пишут саундтрек к фильму «Дитя луны» (исп. El Niño De La Luna) режиссёра Агустина Вильяронги. В этом же фильме Лиза Джерард сыграла главную женскую роль вместе с актёром Давидом Наварро Сустом (исп. David Navarro Sust). Его голос можно также слышать на альбомах The Serpent's Egg и Aion.
Нет никакого сомнения в том, что Dead Can Dance, а также Cocteau Twins, стали самыми успешными группами студии звукозаписи 4AD, оказав огромное влияние на инди-музыку в целом.
Сотрудничество Лизы Джеррард и Брендана Перри продолжалось до 1998 года. Работа над альбомом, который должен был продолжить этническую линию в их творчестве, была прервана в самом начале (музыканты успели записать единственную композицию, The Lotus Eaters, которая вышла позже на бокс-сете Dead Can Dance (1981–1998)). После распада Джеррард вернулась в Австралию, а Перри перебрался в Ирландию, где купил здание старой церкви Quivvy Church, в котором живёт и работает.
В 2005 году Джеррард и Перри временно воссоздали Dead Can Dance ради проведения международного тура. Они посетили с концертами города Европы (в том числе Санкт-Петербург) и Северной Америки.
В 2012 году, спустя 7 лет после последнего общего турне, Джеррард и Перри опять воссоединились и отправились в концертный тур в поддержу альбома Anastasis.
Альбом-оратория Dionysus вышел в ноябре 2018 года. Он посвящён древнегреческому культу бога Диониса.

## Музыка
Дебютный альбом и миньон 1984 года часто рассматриваются в качестве образцов музыки в жанре этереал (смесь дарквейва, эмбиента и готик-рока). На альбомах с 1985 по 1990 гг. представлен неоклассический дарквейв (дарквейв с элементами неосредневековой музыки). Начиная с альбома Into the Labyrinth 1993 года группа отходит от дарквейв-звучания, и их музыку, начиная с этого периода, можно обозначить вольным термином «world music».

## Дискография

### Альбомы
- Dead Can Dance (1984)
- Spleen and Ideal (1985)
- Within the Realm of a Dying Sun (1987)
- The Serpent's Egg (1988)
- Aion (1990)
- Into the Labyrinth (1993)
- Toward the Within (1994)
- Spiritchaser (1996)
- Anastasis (2012)
- In Concert (2013)
- Dionysus (2018)

### EP
- Garden of the Arcane Delights (1984)

### Сборники
- A Passage in Time (1991)
- Dead Can Dance (1981—1998) (2001)
- Wake — The Best of Dead Can Dance (2003)
- Memento — The Very Best of Dead Can Dance (2005)

В 1998 году был запланирован альбом-дополнение к Spiritchaser, но группа распалась. Одна композиция для нового альбома была закончена, она называется «The Lotus Eaters» и была опубликована на сборниках «Dead Can Dance (1981—1998)» и «Wake».

## Видеография
- Toward the Within (1994, издание на DVD в 2004)